# مارکوس باور
مارکوس باور (آلمانی: Markus Baur؛ زادهٔ ۲۲ ژانویه ۱۹۷۱) بازیکن هندبال اهل آلمان است.
وی همچنین برندهٔ جوایزی همچون برگ بوی نقره‌ای شده‌است.
وی در مسابقات کشوری و بین‌المللی در مجموع برندهٔ ۱ مدال نقره شده‌است.